# Mortalha (cigarro)

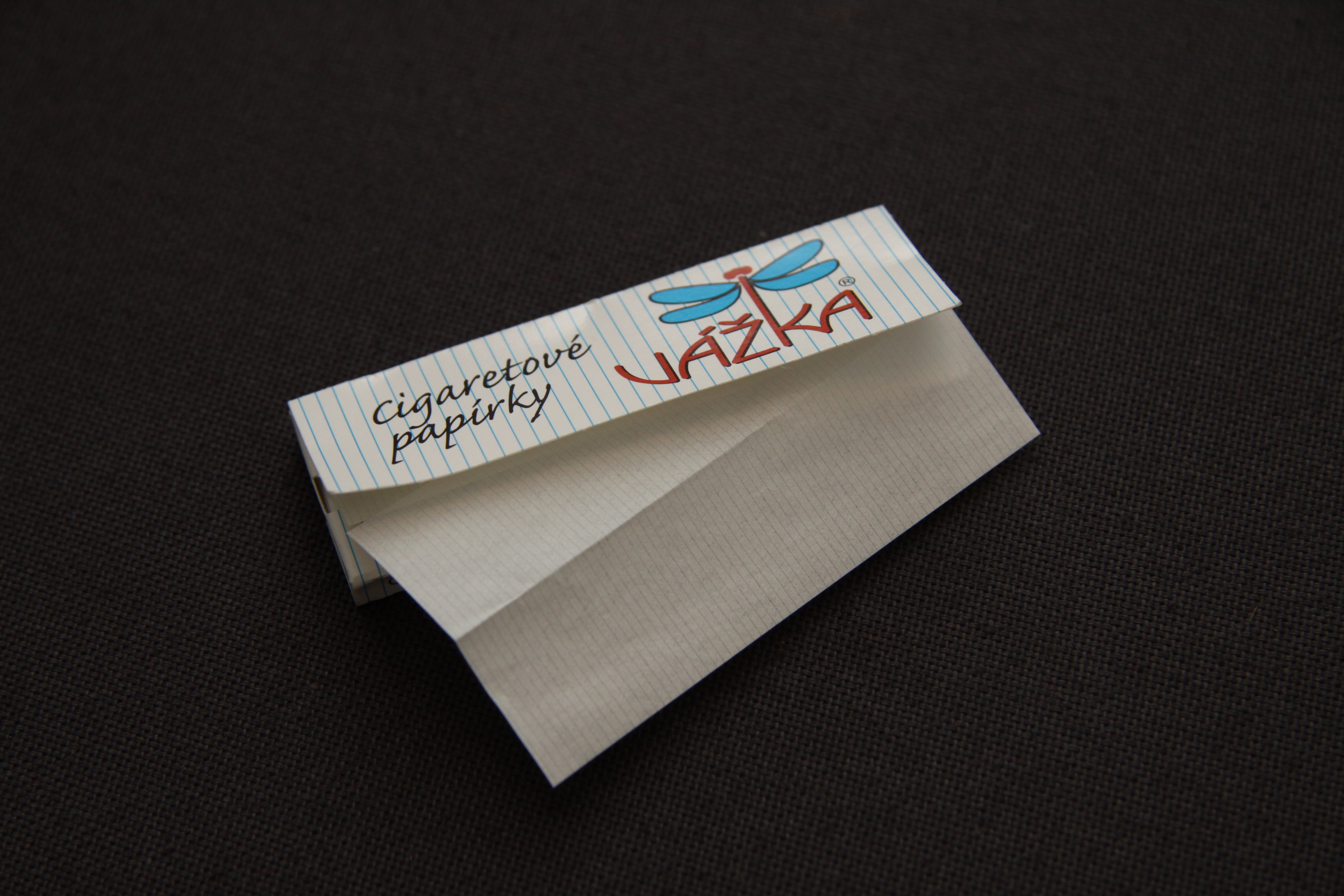
Mortalhas para enrolar manualmente cigarros

Mortalha (português europeu) ou papel de cigarro (português brasileiro) ou seda é uma tira de papel fino usada para embrulhar cigarros, tanto os de produção industrial como os enrolados à mão. As mortalhas para enrolar à mão são vendidas em embalagens com várias folhas dobradas do tamanho de um cigarro. 